# El Mixcuate
El Mixcuate är en ort i Mexiko.   Den ligger i kommunen Villa de Álvarez och delstaten Colima, i den södra delen av landet, 500 km väster om huvudstaden Mexico City. El Mixcuate ligger 538 meter över havet och antalet invånare är 303.
Terrängen runt El Mixcuate är bergig åt nordväst, men åt sydost är den kuperad. El Mixcuate ligger nere i en dal. Runt El Mixcuate är det ganska tätbefolkat, med 199 invånare per kvadratkilometer. Närmaste större samhälle är Minatitlán, 14,9 km väster om El Mixcuate. I omgivningarna runt El Mixcuate växer huvudsakligen savannskog.